# Tourgéville
Tourgéville és un municipi francès situat al departament de Calvados i a la regió de Normandia. L'any 2007 tenia 914 habitants.

## Demografia

### Població
El 2007 la població de fet de Tourgéville era de 914 persones. Hi havia 476 famílies de les quals 190 eren unipersonals (67 homes vivint sols i 123 dones vivint soles), 178 parelles sense fills, 79 parelles amb fills i 29 famílies monoparentals amb fills.
La població ha evolucionat segons el següent gràfic:
Habitants censats

### Habitatges
El 2007 hi havia 2.425 habitatges, 482 eren l'habitatge principal de la família, 1.894 eren segones residències i 49 estaven desocupats. 760 eren cases i 1.656 eren apartaments. Dels 482 habitatges principals, 359 estaven ocupats pels seus propietaris, 91 estaven llogats i ocupats pels llogaters i 32 estaven cedits a títol gratuït; 24 tenien una cambra, 98 en tenien dues, 96 en tenien tres, 89 en tenien quatre i 174 en tenien cinc o més. 385 habitatges disposaven pel capbaix d'una plaça de pàrquing. A 305 habitatges hi havia un automòbil i a 132 n'hi havia dos o més.

### Piràmide de població
La piràmide de població per edats i sexe el 2009 era:
| Homes | Edats   | Dones |
| ----- | ------- | ----- |
| 0     | 95 o +  | 0     |
| 0     | 90 a 94 | 0     |
| 8     | 85 a 89 | 8     |
| 4     | 80 a 84 | 12    |
| 20    | 75 a 79 | 36    |
| 40    | 70 a 74 | 28    |
| 20    | 65 a 69 | 44    |
| 40    | 60 a 64 | 32    |
| 28    | 55 a 59 | 32    |
| 8     | 50 a 54 | 36    |
| 12    | 45 a 49 | 44    |
| 40    | 40 a 44 | 16    |
| 16    | 35 a 39 | 36    |
| 36    | 30 a 34 | 20    |
| 16    | 25 a 29 | 28    |
| 13    | 20 a 24 | 8     |
| 24    | 15 a 19 | 8     |
| 32    | 10 a 14 | 12    |
| 28    | 5 a 9   | 8     |
| 12    | 0 a 4   | 20    |

## Economia
El 2007 la població en edat de treballar era de 485 persones, 327 eren actives i 158 eren inactives. De les 327 persones actives 284 estaven ocupades (141 homes i 143 dones) i 43 estaven aturades (18 homes i 25 dones). De les 158 persones inactives 66 estaven jubilades, 36 estaven estudiant i 56 estaven classificades com a «altres inactius».

### Ingressos
El 2009 a Tourgéville hi havia 488 unitats fiscals que integraven 920 persones, la mediana anual d'ingressos fiscals per persona era de 23.648,5 €.

### Activitats econòmiques
Dels 61 establiments que hi havia el 2007, 2 eren d'empreses extractives, 1 d'una empresa de fabricació d'altres productes industrials, 7 d'empreses de construcció, 13 d'empreses de comerç i reparació d'automòbils, 1 d'una empresa de transport, 6 d'empreses d'hostatgeria i restauració, 2 d'empreses d'informació i comunicació, 4 d'empreses financeres, 7 d'empreses immobiliàries, 8 d'empreses de serveis, 6 d'entitats de l'administració pública i 4 d'empreses classificades com a «altres activitats de serveis».
Dels 14 establiments de servei als particulars que hi havia el 2009, 2 eren paletes, 3 guixaires pintors, 2 lampisteries, 5 restaurants i 2 agències immobiliàries.
Dels 2 establiments comercials que hi havia el 2009, 1 era un hipermercat i 1 una fleca.
L'any 2000 a Tourgéville hi havia 10 explotacions agrícoles que ocupaven un total de 228 hectàrees.

## Equipaments sanitaris i escolars
L'únic equipament sanitari que hi havia el 2009 era una farmàcia.
El 2009 hi havia una escola elemental.

## Poblacions més properes
El següent diagrama mostra les poblacions més properes.